# Hydrocotyle hirta
Hydrocotyle hirta là một loài thực vật có hoa trong Họ Cuồng. Loài này được R. Br. ex A. Rich. mô tả khoa học đầu tiên năm 1820.